# The Lovin' Spoonful
The Lovin' Spoonful é uma banda pop rock norte-americana, da década de 1960. O nome deriva de uma canção de Mississipi John Hurt, chamada "Coffee Blues". Na primeira metade do ano de 1965, a "invasão britânica" sobre a música americana estava no seu auge e o Lovin' Spoonful foi uma parte da resposta americana.

## História
Em 1964, Mama Cass Elliot, Denny Doherty, Zal Yanovsky e Jim Hendricks (não confundir com Jimi Hendrix) fundaram a banda The Mugwumps em Nova Iorque. Um ano depois o guitarrista Zal Yanovsky se juntou ao vocalista John Sebastian, ao baixista Steve Boone e ao baterista Joe Butler para formar o Lovin' Spoonful.
Alguns detalhes, como tocar a guitarra usando quatro paletas de banjo, verdadeiros dedais de metal, colocados no polegar e nos três dedos seguintes, ajudaram o Spoonful a criar uma sonoridade própria. A combinação dos melhores elementos do folk com o rock, aliada a toques da country music, fizeram com que, num espaço de quatro anos, o Lovin' Spoonful lançasse cinco álbuns que marcaram a época, além de sucessos como "Do You Believe In Magic", "Daydream" e o hino do verão nova-iorquino, "Summer in the City". Com o sucesso do quarteto, parte da imprensa tentou vendê-la como a resposta americana para os Beatles. Independentemente disso, a banda se tornou uma das pioneiras a se apresentarem regularmente nos campi das universidades americanas, além de produzir trilhas sonoras para os filmes "What's Up Tiger Lily?" de Woody Allen e "You're a Big Boy Now" de Francis Ford Coppola.
No ano de 1967, Zal Yanosvsky foi preso por portar maconha. Sendo canadense, ele foi ameaçado de deportação até entregar seu fornecedor. Quando a notícia se espalhou, Zal ficou mal-visto pelo público jovem e acabou sentindo-se obrigado a deixar a banda. Em 1971, lançou o disco Alive And Well In Argentina, que não teve a devida divulgação e foi praticamente ignorado. Ele reapareceu algumas poucas vezes na década de 1970 tocando guitarra para Kris Kristofferson e John Sebastian. Depois só reapareceria no meio musical como produtor e arranjador do Ace of Base no seu álbum de 1995, Bridge.
Jerry Yester, membro do Modern Folk Quartet e antigo amigo da banda, entrou em seu lugar, para participar do mais ambicioso projeto da banda, o disco Everything Playing. Foi a primeira vez que uma banda de rock utilizou um gravador de 16 canais. O álbum incluiu pérolas como "Darlin' Be Home Soon", "Six O'clock" e "She's Still A Mystery To Me". Na Inglaterra, "Bordem" e "Money" também chegaram às rádios.
Em Junho de 1968, foi a vez de John Sebastian deixar o grupo. O trio restante iniciou as gravações do que se tornaria o último sucesso da banda, "Never Goin' Back", música que contou com a participação especial de Red Rhodes tocando pedal steel guitar. Percebendo que os tempos tinham mudado, como também as tendências do mercado, os três resolveram seguir caminhos diferentes.
Em 1991, após um acerto com a gravadora, Joe e Steve contactaram Jerry e retomaram a banda. Ensaiando por dois meses, voltaram a excursionar, dessa vez de forma mais ambiciosa, tocando em mais de 150 cidades de todo o mundo.
Em 1999 eles lançaram o primeiro álbum em três décadas, o razoável Live At The Hotel Seville, uma gravação ao vivo com vários dos grandes sucessos.

## Discografia
- Do You Believe in Magic - 1965
- Daydream - 1966

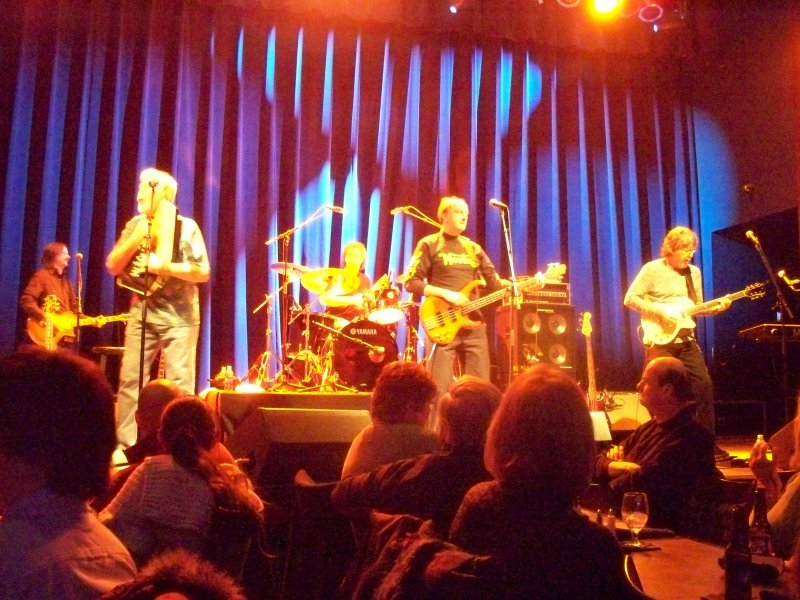
A banda em 2011

- What's Up, Tiger Lily? (soundtrack) - 1966
- Hums of the Lovin' Spoonful - 1966
- You're a Big Boy Now - 1967
- Everything Playing - 1968
- Revelation: Revolution '69 - 1969
- Live at the Hotel Seville - 1999